# 渡辺英二 (1951年生)
渡辺 英二（わたなべ えいじ、1951年1月6日 - ）は、日本の経営者。SMBC日興証券社長を務めた。

## 経歴
東京都出身。1976年に早稲田大学法学部を卒業し、同年に日興証券に入社。
2000年3月に執行役員に就任し、2003年3月に常務、2005年2月に専務、2007年2月に副社長を経て、2008年6月に社長に就任。2013年4月に副会長に就任。